# Papianilla
Papianilla (morte en 490) était une aristocrate gallo-romaine d'Auvergne, épouse de Sidoine Apollinaire,,,.
Elle était la fille d'Eparchus Avitus, un empereur romain d'Occident issue de l'aristocratie arverne, et donc sœur d'Ecdicius et Agricola,. 
Avant l'accession de son père au trône impérial en 455, elle fut mariée à Sidoine Apollinaire avec qui elle eut selon les différentes sources, trois ou quatre enfants : Apollinaire, Severiana, Roscia et Alcima. Cette dernière n'est mentionnée que dans les textes de Grégoire de Tours et il est possible que ce nom ne corresponde qu'à un autre nom d'une de ses filles. 
Son fils, Apollinaire, fut, à partir de 489, le deuxième comte d'Auvergne.
Elle acquit lors de son mariage la propriété d'Avitacum, actuellement située sur la commune d'Aydat, en Auvergne. À la suite de son décès, elle est enterrée dans l'église Saint-Saturnin de Clermont.

### Ouvrages
- A. H. M. Jones, J. R. Martindale et J. Morris, Papianilla in Prosopography of the Later Roman Empire, volume 2, p. 830, Cambridge University Press, 1971-1992. lire en ligne